# Первоцвет
Первоцве́т, или примула (лат. Prímula) — род растений из семейства Первоцветные (Primulaceae) порядка Верескоцветные (Ericales). Большинство видов — красивоцветущие невысокие травы.
Это самый крупный в семействе, включающий, по данным разных авторов, 430—500 и более видов, произрастающих во влажных и умеренных климатических районах Северного полушария. Многие виды первоцветов являются декоративными растениями и использованы для выведения многочисленных сортов садовых примул.

## Название
Название происходит от латинского слова prímus («первый») и объясняется тем, что многие виды первоцвета цветут ранней весной, одними из первых, иногда ещё до того, как полностью сойдёт снег. Отсюда же происходит и русское название.

## Ботаническое описание
Представители рода первоцвет — многолетние, реже двулетние и однолетние травы. Некоторые виды являются вечнозелёными или полувечнозелёными растениями — уходят под снег или появляются из-под снега с зелёными листьями.
Листья простые, цельные, черешковые или сидячие, образуют прикорневую розетку. Край листа цельнокрайний или зубчатый. Поверхность листьев морщинистая, иногда редкоопушённая, покрыта редкими волосками. У некоторых видов листья и прочие органы покрыты беловатым мучинистым налётом (farina в переводе с лат. — «мука»), в том числе у садовых культиваров.
Цветки пятичленные, правильной формы, разнообразных расцветок и оттенков, от простых до махровых, одиночные или собраны в кистевидные, зонтиковидные, головчатые или мутовчатые соцветия на концах безлистных стеблей. Раскраска венчика разнообразна. У многих видов цветки гетеростильные — имеются две морфы, с короткими и длинными пестиками относительно длины тычинок.

Цветение, как правило, длительное, но встречаются и эфемероиды. Выделяют весеннецветущие и летнецветущие виды. 

Диаграмма цветка
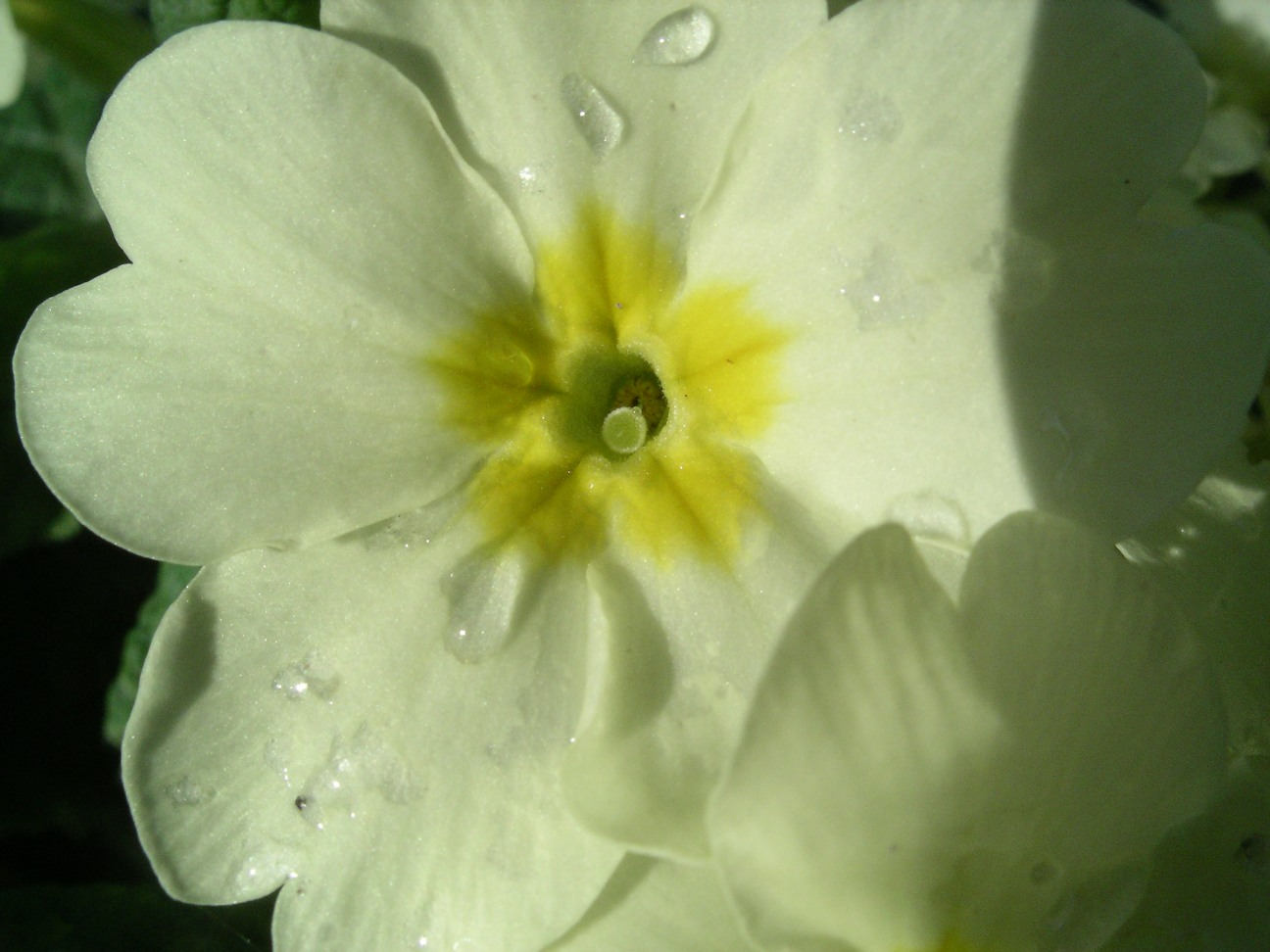
Длиннопестиковый цветок первоцвета обыкновенного (P. vulgaris)
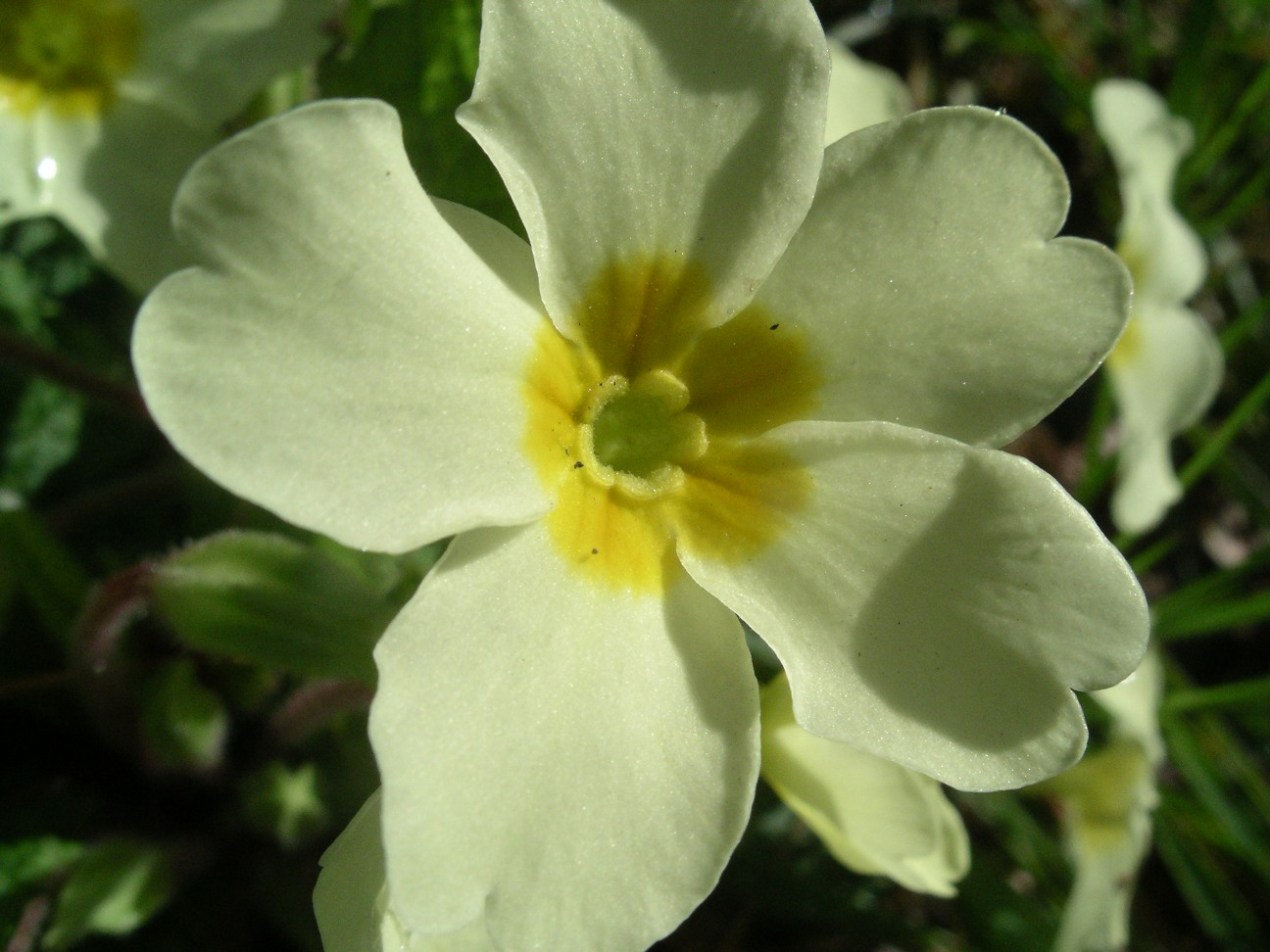
Короткопестиковый цветок первоцвета обыкновенного (P. vulgaris)
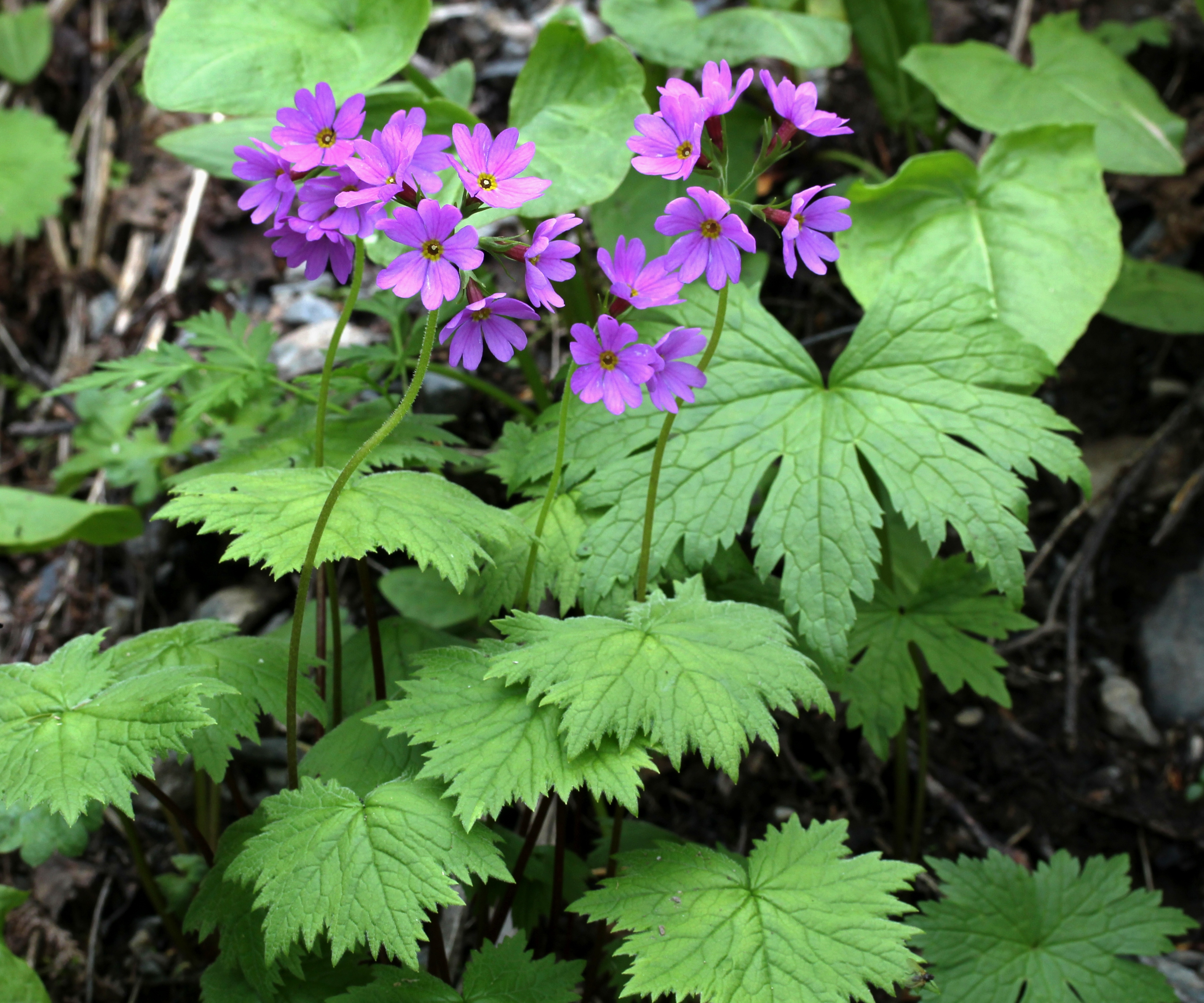
Primula jesoana (Первоцвет иезский)
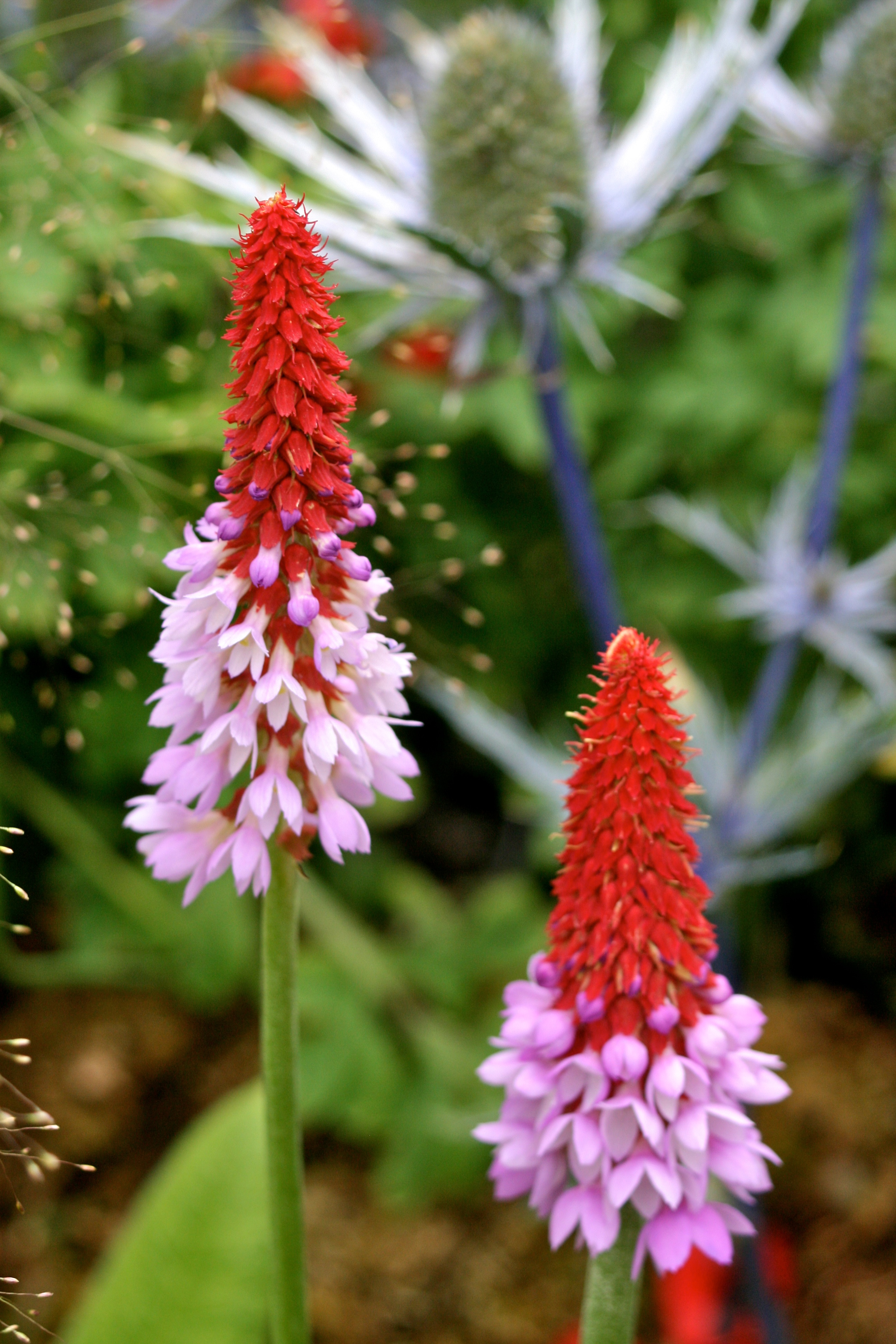
Колосовидные соцветия первоцвета Виаля (P. vialii)
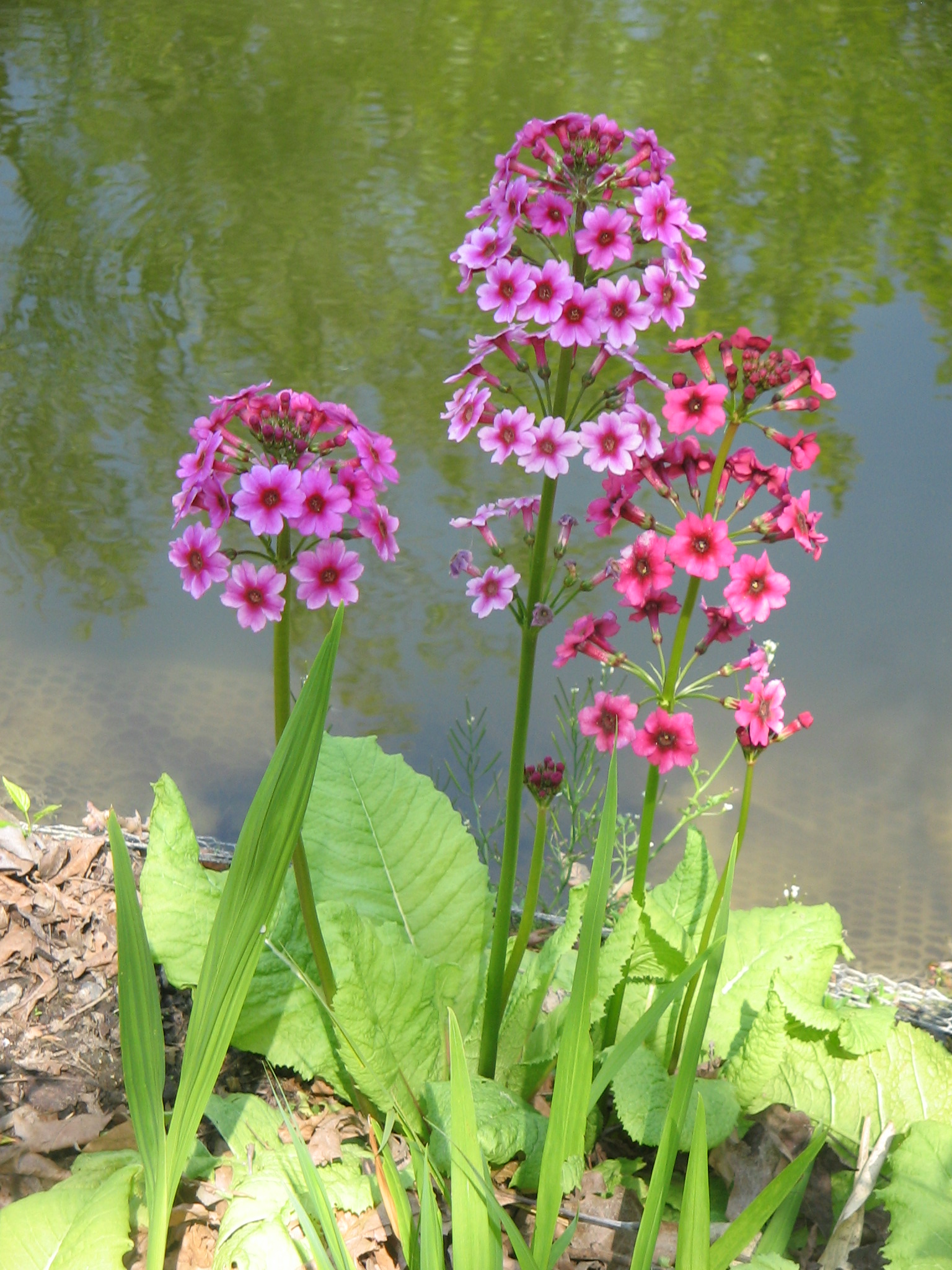
Цветки первоцвета японского (Primula japonica) собраны мутовками
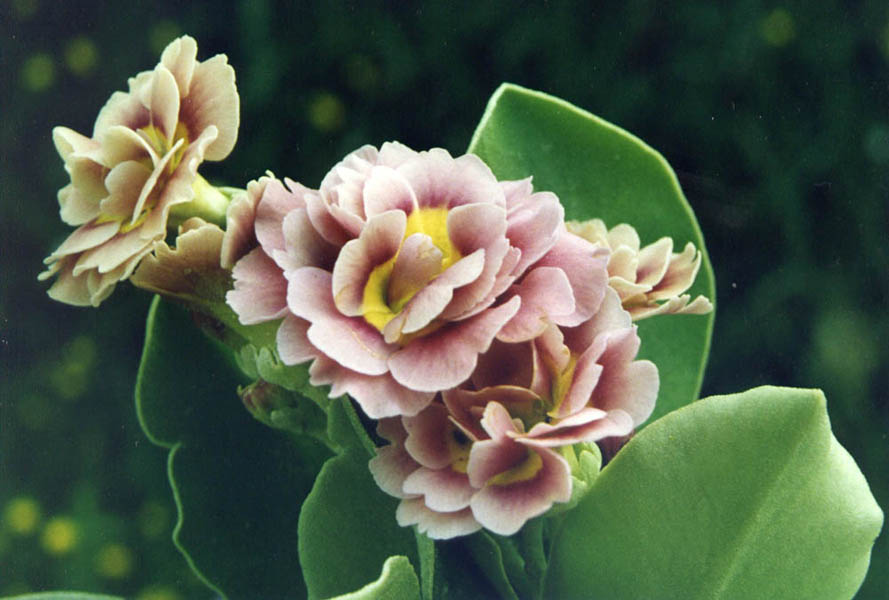
Садовая аурикула с махровыми цветками

Плод — коробочка.

## Распространение и экология
Представители рода произрастают в умеренном биоме Северного полушария.
Большинство видов — гемикриптофиты. Листья собраны в прикорневую розетку, что помогает сохранить почки возобновления до следующего сезона.
По отношению к влаге большинство видов — мезофиты или иногда гигрофиты. Первоцветы произрастают по берегам рек, на влажных равнинных пастбища, в горах рядом с ледниками и горными ручьями.
Некоторые виды — литофиты — растут в горах, в альпийском и субальпийском поясе, в условиях каменистого грунта или в расщелинах скал.
Отдельные виды (P. borealis, P. nutans, P. stricta) относятся к галофитам — произрастают на засолённых прибрежных территориях.
Часть видов относятся к эфемероидам.
Большинство видов опыляется насекомыми, но встречаются и самоопыляющиеся виды.

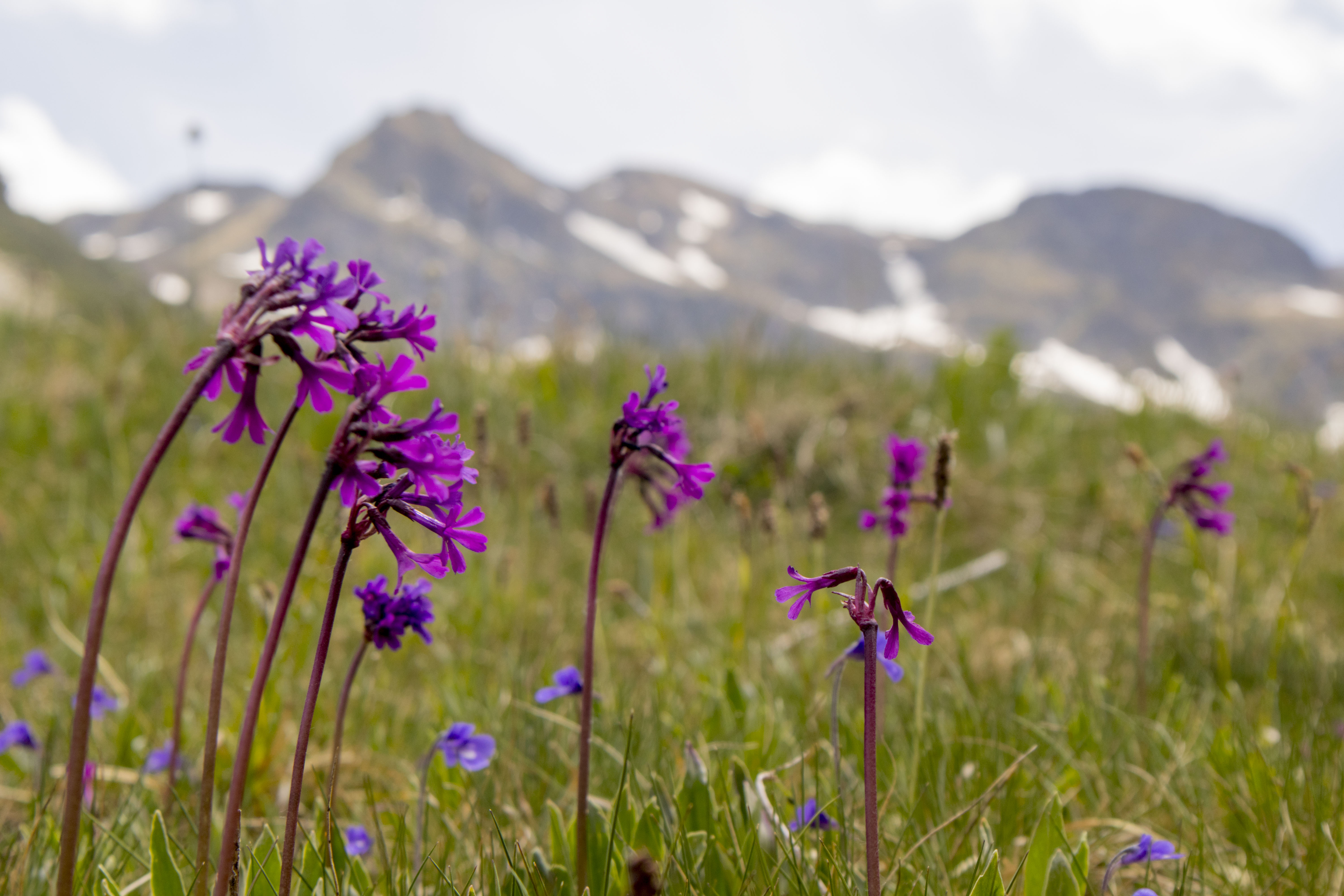
Первоцвет богов (Primula deorum), эндемик горной системы Витоша, Болгария

Хотя существует более 400 видов первоцветов, около 75 % из них встречаются в восточной части Гималаев и западном Китае (провинция Юньнань), составляя центр разнообразия. Другими центрами разнообразия являются западноазиатский центр (Кавказ, европейские горные хребты от Пиренеев через Альпы до Карпат), горы Восточной Азии и западной части Северной Америки. Первоцветы встречаются в горных или более высоких широтах Северной Америки, Европы и Азии, а также в Южной Америке, Африке (горы Эфиопии) и тропической Азии (острова Ява и Суматра). Около 25 видов встречаются в Северной Америке (представлены в пяти секциях).
Контрастность условий среды в горах определяет наличие многообразия экосистем и видов, обеспечивающих их функционирование. Благодаря полному спектру высотной поясности, эта область характеризуется высокой степенью биологического разнообразия Primula на экосистемном, ценотическом и популяционно-видовом уровнях. Виды Primula горных районов отличаются повышенными темпами эволюции и более высокой скоростью образования новых видовых форм по сравнению с равнинами. Горные экосистемы являются центрами происхождения многих декоративных видов этого рода, широко культивируемых человеком.
Первоцветы встречаются во влажных и умеренных климатических регионах Северного полушария, преимущественно в лесном поясе, равнинных лугах, альпийских лужайках, нивальных и луговых тундрах.

## Значение и применение
Многие виды — популярные декоративные растения. Некоторые виды неприхотливы в культуре, другие — наоборот являются объектом коллекционирования искушенных садоводов и требуют особых условий. Первоцветы выращивают в бордюрах, в альпийских горках, в контейнерах. Иногда используют в качестве сезонного украшения внутри помещений, балконных ящиков, террас и входных групп. С точки зрения количества выращиваемых сортов, доходов, получаемых от садоводческой отрасли, с ними могут сравниться только культуры рододендронов (Rhododendron) и роз (Rosa).
Различные виды первоцвета дают нектар, но из-за длинной цветковой трубочки медоносные пчёлы собирают его в незначительном количестве.

### В культуре
Примулы также являются привычными растениями в сельской местности Европы. Первоцветы — восхитительные весенние растения, которые очень нравятся всем гостям сельской местности и широко воспеваются в прозе и стихах.
В 1905 году баронесса Орци опубликовала роман «Алый Первоцвет», где данное прозвище носит британский шпион, который во время французской революции помогает аристократам спасаться от гильотины. Роман был очень популярен, и в XX веке Первоцветами (Чёрным, Тартановым, Американским) называли несколько реальных личностей, которые спасали людей от фашистов. Однако оригинальное название этого романа (англ. The Scarlet Pimpernel) означает по-английски не первоцвет, а другое растение, очный цвет полевой, хотя и принадлежащий также семейству Первоцветные.

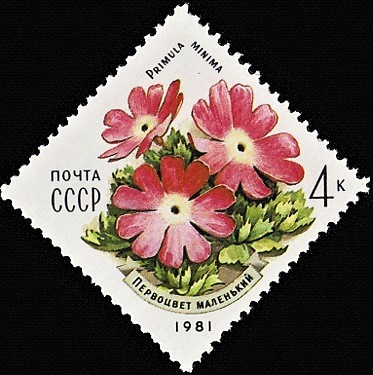
Primula minima (Первоцвет маленький) на почтовой марке СССР, 1981 год

В честь первоцвета назван астероид (970) Примула, открытый в 1921 году.

## Классификация
В некоторых более ранних классификациях род подразделялся на 6 подродов и 38 секций. В современной классификации APG IV подобное дробление не используется.
- Aleuritia — 20 секций

- Первоцветы мучнистые (Aleuritia), Amethystina, Armerina, Capitatae, Cordifoliae, Crystallophlomis, первоцветы зубчатолиетные (Denticulata), Dryadifolia, Fedtschenkoana, Glabra, Minutissimae, Muscarioides, Oreophlomis, Petiolares, первоцветы канделябровые (Proliferae), Pulchella, Sikkimensis, Soldanelloides, Souliei, Yunnanensis

- Auganthus — 9 секций

- Auganthus, Bullatae, первоцветы кортузовидные (Cortusoides), Malvacea, Monocarpicae, Obconicolisteri, Pinnatae, Pycnoloba, Reinii

- Auriculastrum — 4 секции

- Auricula, Cuneifolia, Dodecatheon, Parryi

- Carolinella — 3 секции

- Carolinella, Chartacea, Davidii

- Primula — 1 секция

- Primula

- Sphondylia — 1 секция

- Sphondylia

## Таксономия
Primula L. Species Plantarum 1: 142. 1753.
Род Первоцвет относится к семейству Первоцветные (Primulaceae) порядка Верескоцветные (Ericales) последовательно входящий в клады Астериды → Суперастериды → Эвдикоты → Цветковые растения. Таксономическая схема в соответствии с Системой APG IV по состоянию на декабрь 2023 года:
|  |                          |  |                                   |                                   |                        |  | еще 21 семейство |              |               |                                                                  |
|  |                          |  |                                   |                                   |                        |  |                  |              |               | 553 подтвержденных вида и 245 видов в статусе "неподтвержденных" |
|  |                          |  |                                   | порядок Верескоцветные            |                        |  |                  |              | род Первоцвет |                                                                  |
|  |                          |  |                                   | порядок Верескоцветные            |                        |  |                  |              | род Первоцвет |                                                                  |
|  | клада Цветковые растения |  |                                   |                                   | семейство Первоцветные |  |                  |              |               |                                                                  |
|  | клада Цветковые растения |  |                                   |                                   |                        |  |                  |              |               |                                                                  |
|  |                          |  | ещё 63 порядка цветковых растений | ещё 63 порядка цветковых растений |                        |  |                  | еще 57 родов | еще 57 родов  |                                                                  |
|  |                          |  |                                   | ещё 63 порядка цветковых растений |                        |  |                  |              | еще 57 родов  |                                                                  |

### Виды
Некоторые из них:
- Primula algida Adams — Первоцвет холодный
- Primula alpicola (W.W.Sm.) Stapf — Первоцвет альпийский
- Primula apennina Widmer — Первоцвет апеннинский
- Primula aureata H.R.Fletcher — Первоцвет золотистый
- Primula auricula L. — Первоцвет ушковидный, или Первоцвет ушковый
- Primula beesiana Forrest — Первоцвет Бисса
- Primula borealis Duby — Первоцвет северный
- Primula bulleyana Forrest — Первоцвет Буллея
- Primula calderiana Balf.f. & R.E.Cooper — Первоцвет Колдера
- Primula capitata Hook. — Первоцвет головчатый
- Primula cortusoides L. — Первоцвет кортузовидный
- Primula denticulata Sm. — Первоцвет мелкозубчатый
- Primula elatior (L.) Hill — Первоцвет высокий
- Primula farinosa L. — Первоцвет мучнистый
- Primula florindae Kingdon-Ward — Первоцвет Флоринды
- Primula forrestii Balf.f. — Первоцвет Форреста
- Primula geraniifolia Hook.f. — Первоцвет гераниелистный
- Primula griffithii (Watt) Pax — Первоцвет Гриффита
- Primula halleri J.F.Gmel. — Первоцвет Галлера
- Первоцвет японский (Primula japonica A.Gray)
- Первоцвет Юлии (Primula juliae Kusn.)
- Primula kitaibeliana Schott — Первоцвет Китайбеля
- Primula marginata Curtis — Первоцвет окаймлённый
- Primula matthioli (L.) K.Richt. — Кортуза Маттиоли
- Primula minima L. — Первоцвет маленький
- Primula nivalis Pall. — Первоцвет снежный

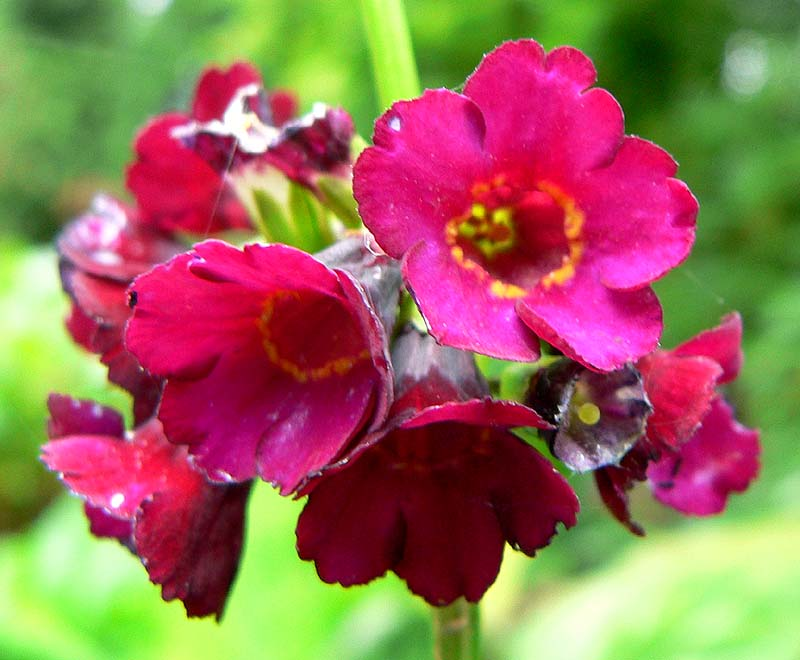

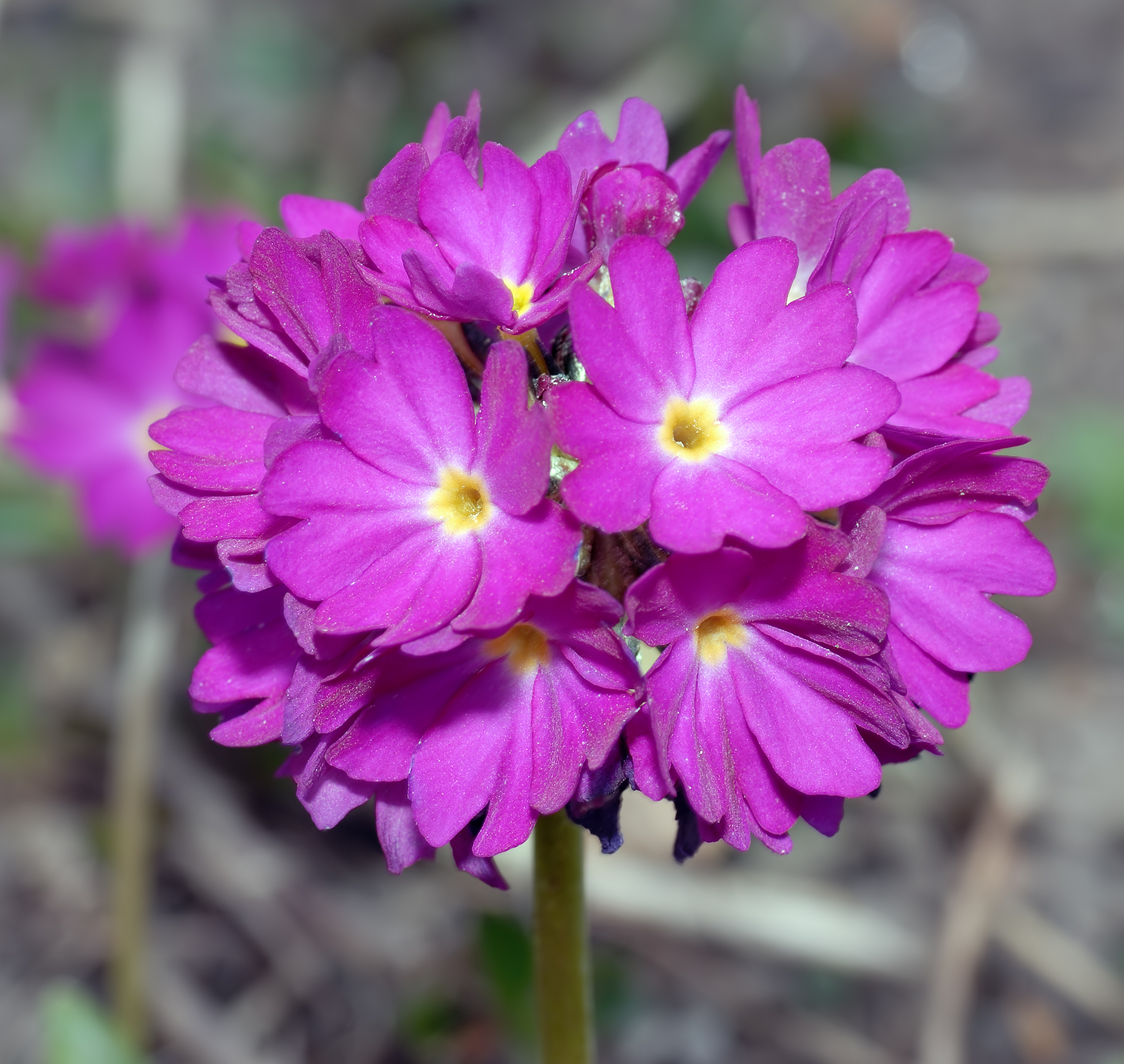
Primula denticulata (Первоцвет мелкозубчатый)

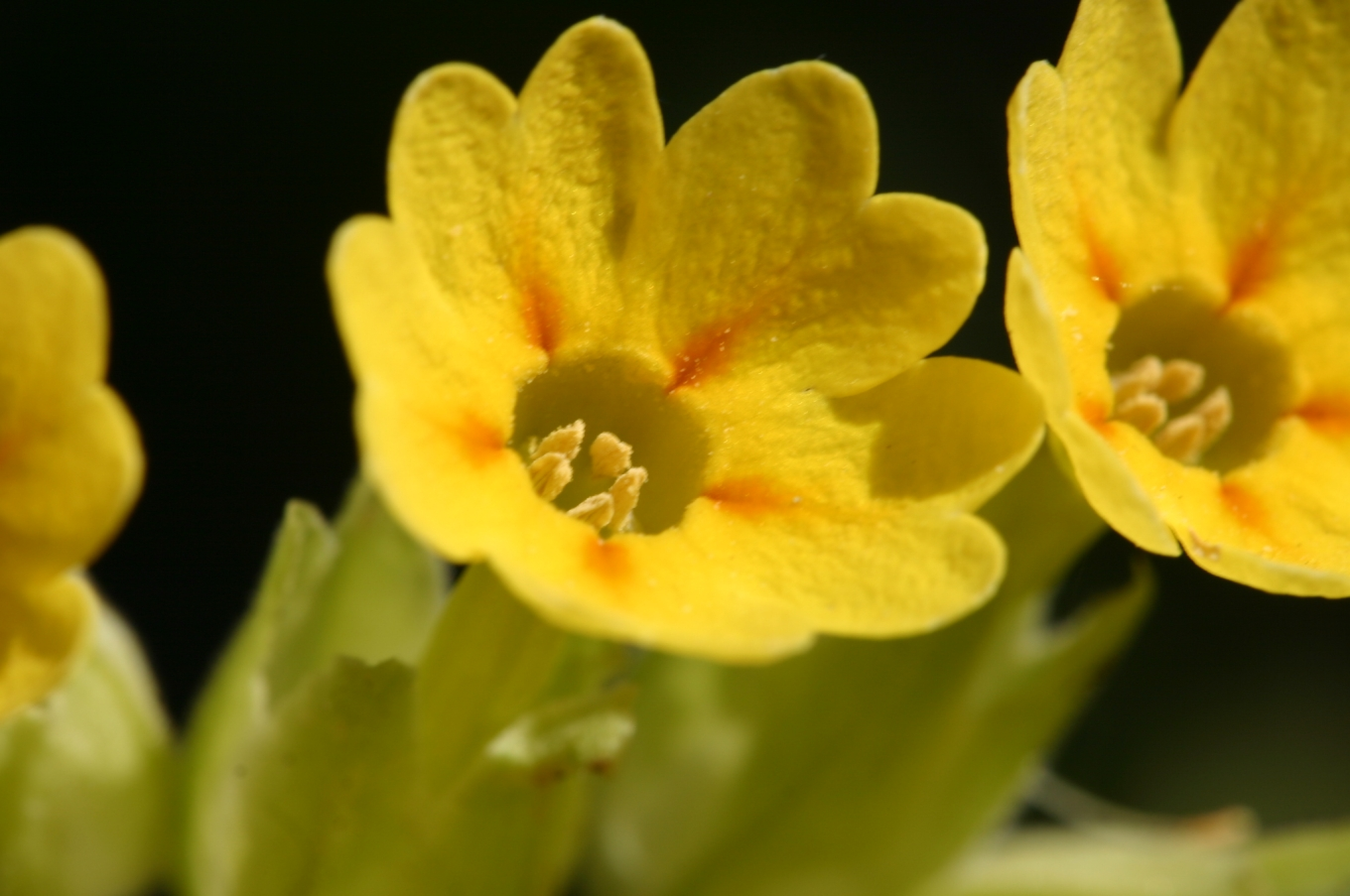
Primula veris (Первоцвет весенний)

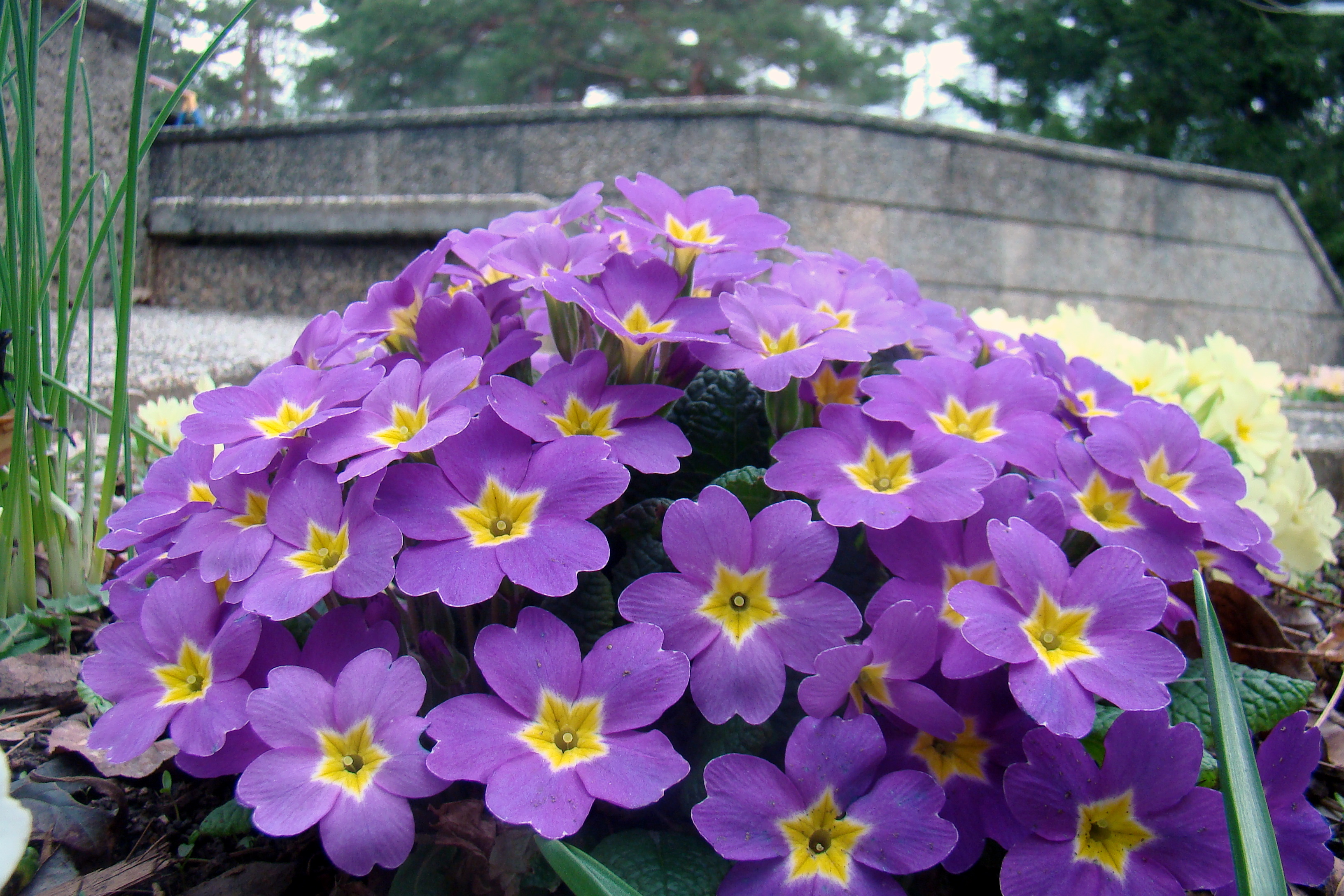
Primula vulgaris (Первоцвет обыкновенный)

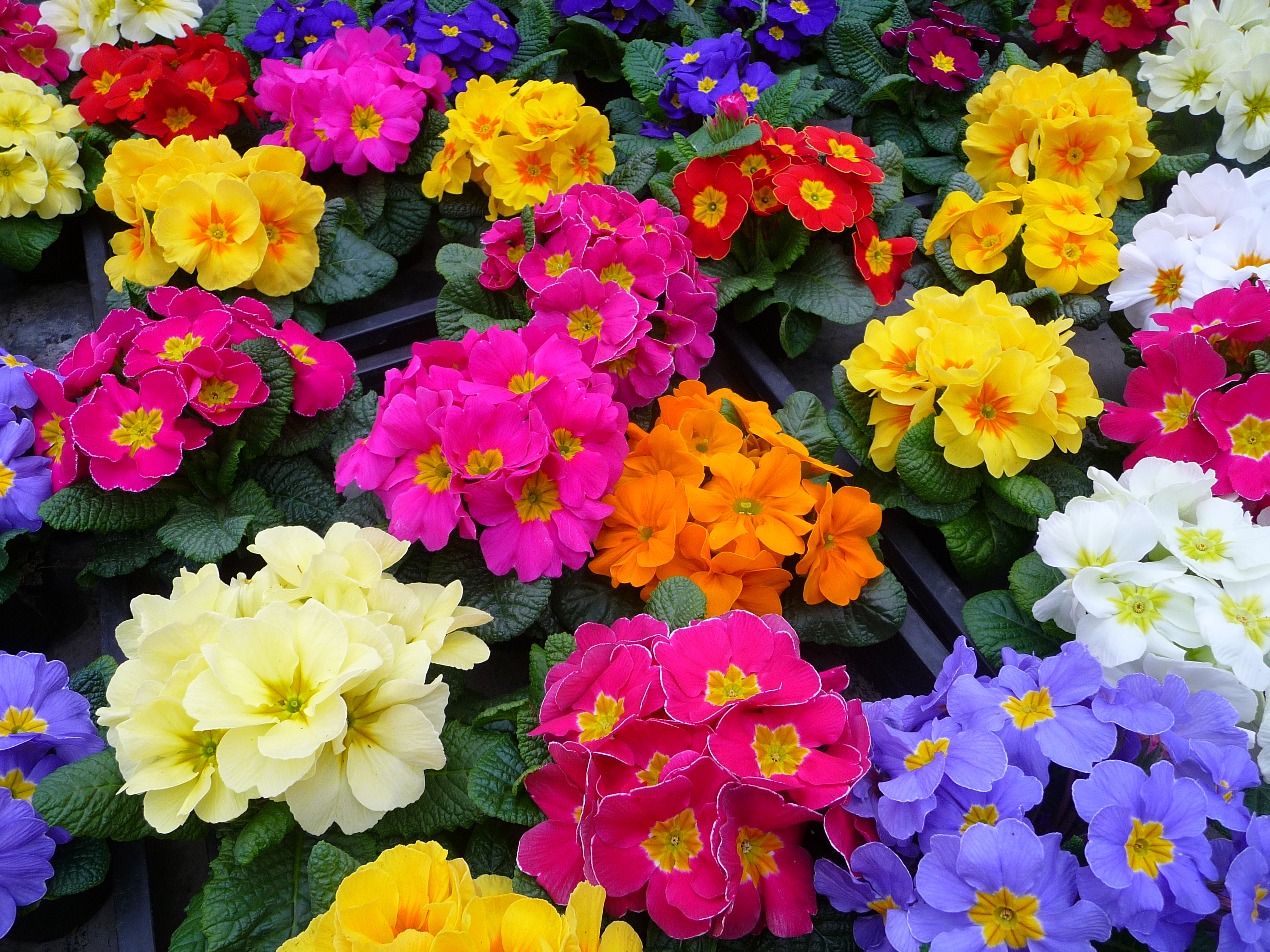
Примулы различной окраски

- Primula obconica Hance — Первоцвет обратноконический
- Primula parryi Gray — Первоцвет Парри
- Primula patens Turcz. — Первоцвет отклонённый
- Primula ×polyantha Mill., межвидовой гибрид Primula veris и Primula vulgaris
- Primula ×pubescens Jacq. — Первоцвет опушённый, межвидовой гибрид Primula auricula и Primula hirsuta
- Primula pulverulenta Duthie — Первоцвет припудренный
- Primula rosea Royle — Первоцвет розовый
- Primula rusbyi Greene — Первоцвет Расби
- Primula saxatilis Kom. — Примула скальная
- Primula scandinavica Bruun — Первоцвет скандинавский
- Primula scotica Hook. — Первоцвет шотландский
- Primula sieboldii E.Morren — Примула Зибольда
- Primula sikkimensis Hook. — Первоцвет сиккимский
- Primula tibetica Watt — Первоцвет тибетский
- Primula veris L. typus[1] — Первоцвет весенний
- Primula vialii Delavay ex Franch. — Первоцвет орхидный, или Первоцвет виаля
- Primula vulgaris Huds. — Первоцвет обыкновенный, или Первоцвет бесстебельный

### Синонимы
- Aleuritia (Duby) Opiz
- Auganthus Link
- Auricula Hill
- Cankrienia de Vriese
- Carolinella Hemsl.
- Cortusa L.
- Dodecatheon L.
- Evotrochis Raf.
- Exinia Raf.
- Kablikia Opiz
- Meadia Mill.
- Oscaria Lilja
- Primula chionata var. chionata
- Primulidium Spach
- Sredinskya (Stein) Fed.